# Тель-Авівський метротрам
32°05′ пн. ш. 34°47′ сх. д. / 32.08° пн. ш. 34.78° сх. д.
Не плутати з Тель-Авівським метрополітеном
Тель-Авівський метротрам, також «Данкаль» (івр. דנקל) — чинна легкорейкова система, в найбільшій агломерації Ізраїлю Гуш-Дан. 
На середину 2020-х працює єдина лінія, червона.
Система включатиме різні види громадського транспорту, включно із метрополітеном, легким залізничним транспортом і швидкісним автобусом (BRT). 
Під наглядом «NTA Metropolitan Mass Transit System Ltd.», урядової установи, проект доповнить міжміську та приміську залізничну мережу, якою керують Ізраїльські залізниці.
Станом на 2024 рік будуються дві лінії LRT і одна доступна для громадськості. 
Роботи на Червоній лінії, першій у проекті, розпочалися 21 вересня 2011 року після років підготовчих робіт 

та відкрито 18 серпня 2023 року після численних затримок. 

Будівництво Пурпурної лінії розпочато в грудні 2018 року; на Зеленій лінії — в січні 2019 року. 

## Історія
Перші пропозиції щодо трамвайної лінії в цьому районі були зроблені ліванським інженером Джорджем Франджієхом у листопаді 1892 року, приблизно через дев’ять тижнів після урочистого відкриття залізниці Яффа — Єрусалим. 
Проект передбачав спорудження колії між південною та північно-східною Яффою з відгалуженнями до гавані та східних фруктових садів. 
Проект визнали еконмічно необґрунтованим і відклали. 
Пізніший план передбачав спорудження легкої залізниці від Яффи до сусідніх міст Рішон-ле-Ціон, Петах-Тіква та Вільгельма. 

Під час Першої світової війни в Яффі та Тель-Авіві Дековіль побудував легку залізницю, яка сполучила порт з річкою Яркон. 
Її використовували близько десяти років після війни, а демонтували пізніше.
У 1921 році Пінхасом Рутенбергом була запланована лінія легкорейкового транспорту, маршрут якої схожий на нинішню Червону лінію. 
Спроба побудувати лінію в 1924-5 рр. була невдалою. 

Вперше систему метрополітену було заплановано в середині 1960-х років, але станція біля вежі Шалом-Меїр була єдиним, що було завершено в рамках проекту, без прокладки рейок. 

### Переглянутий план: швидкісний трамвай
У 2000 році план метрополітену було змінено на план для легкої залізниці, і було оприлюднено реалістичніший проект мережі громадського транспорту в Тель-Авіві. 
Після затвердження проекту першої Червоної лінії довжиною 22 км наприкінці 2009 року почалися земляні поботи, а будівництво станцій метро розпочалося в серпні 2015 року. 
Червона лінія почала працювати 18 серпня 2023 року.
У грудні 2006 року група МТС уклала BOT-контракт на будівництво Червоної гілки легкорейкового транспорту, згідно з яким вони будуть будувати та експлуатувати лінію протягом перших 32 років. 
МТС складався з Africa Israel Investments, Siemens (Німеччина), Егед, China Civil Engineering Construction (Китай), Soares da Costa (Португалія) і HTM (Нідерланди). 

Після багатьох років затримок через проблеми з фінансуванням МТС у грудні 2010 року уряд скасував концесію МТС і націоналізував проект, передавши його під управління NTA, урядового агентства, яке відповідало за нагляд за загальним розвитком швидкої транзитної системи в Гуш-Дан. 

### Подальше будівництво
Будівництво Червоної лінії розпочато в серпні 2015 року. 
 
Відкрито 18 серпня 2023 року 

Підготовку до будівництва Зеленої лінії розпочато 5 лютого 2017 року на Ібн-Габіроль у Тель-Авіві. 
Роботи з будівництва інфраструктури Пурпурної лінії розпочато в грудні 2018 року. 

## Лінії
Червона лінія чинна; Зелена та пурпурова лінії будуються. Після завершення вони охоплять мережу завдовжки 85 км.
| Лінія          | Довжина                 | Кіл-сть станцій  | Статус    | Відкриття      | Пасажирообіг                     | Муніципалітети                                                 | Кінцеві станції | Рухомий склад                       |
| -------------- | ----------------------- | ---------------- | --------- | -------------- | -------------------------------- | -------------------------------------------------------------- | --- | ----------------------------------- |
| Червона лінія  | 24 км (12 км підземні)  | 34 (10 підземні) | В дії     | 18 серпня 2023 | 240,000 шодня 70,000,000 щорічно | Тель-Авів, Петах-Тіква, Бней-Брак, Рамат-Ган, Бат-Ям           | - Станція Петах-Тіква-Кір'ят-Ар'є (депо) (західне відгалуження) - Центральний автовокзал Петах-Тіква (східне відгалуження) - HaKomemiyut (Бат-Ям)                                                                                 | CRRC Changchun Railway Vehicles LRV |
| Зелена лінія   | 39 км (4.5 км підземні) | 62 (4 підземні)  | Будується | 2029           | 180,000 щодня 65,000,000 щорічно | Тель-Авів, Герцлія, Холон, Рішон-ле-Ціон                       | - Герцлія-Пітуах (північно-західне відгалуження) - Неве-Шаретт (Тель-Авів) (північно-східне відгалуження) - Рішон-ле-Ціон-Моше Даян(південно-західне відгалуження) - Волкані-центр (Рішон-ле-Ціон) (південно-східне відгалуження) | Alstom Citadis                      |
| Пурпурна лінія | 27 км                   | 43               | Будується | 2027           | 180,000 щодня 60,000,000 щорічно | Тель-Авів, Рамат-Ган, Кір'ят-Оно, Гіват-Шмуель, Ор-Єгуда, Єгуд | - Тель-Авів — Савідор-Мерказ - Університет імені Бар-Ілана (Гіват-Шмуель) (північне відгалуження) - Роз'їзд Таяшим (Єгуд) (південне відгалуження)                                                                                 | CAF Urbos                           |

### Червона лінія
12 км 
із 24 км Червоної лінії побудовано під землею, а решта наземної дільниці побудована як легка залізниця/трамвай. 
Має 34 зупинки, 10 з яких підземні, із середньою відстанню близько 1000 м між підземними і близько 500 м між наземними. 
Лінія прокладена від Бат-Яма на південному заході, через Яффу та центр Тель-Авіва, включно з центральним залізничним вокзалом Тель-Авіва, і продовжується до Петах-Тікви, через Рамат-Ган і Бней-Брак. 
Планується розширення до Рішон-ле-Ціона . 
За прогнозами, щороку лінія матиме пасажирообіг 70 мільйонів пасажирів. 

### Зелена лінія
Друга або Зелена лінія, за проектом, матиме 39 км довжини, з яких 4,5 км знаходяться під землею, 62 зупинки, прямуватиме із заходу Рішон-ле-Ціона на північ через Холон, центральний Тель-Авів, розділяючись на дві відгалуження: одне до Герцлії на півночі, а інше — до району Рамат-ха-Хаяль у Тель-Авіві на північному сході. 
Тільки його центральна дільниця у Тель-Авіві, чотири з 62 станцій, будуть підземними, від вулиці Левінські через вулицю Ібн-Габіроль до річки Яркон. 

Очікуваний щорічний пасажиропотік становить 65 мільйонів. 
Згідно проекту роботи на підземній дільниці Зеленої лінії мають розпочатися одразу після завершення будівництва тунелів Червоної лінії. Підготовку до будівництва цієї лінії розпочато в лютому 2017 року на вулиці Ібн-Габіроль у Тель-Авіві.

### Пурпурна лінія
Третя, або Пурпурна лінія, за проектом матиме 27 км та 43 зупинки та сполучить лікарню Шеба через Ґіват-Шмуель, Кір’ят-Оно, Арлозоров у Тель-Авіві з Єгудом та Ор-Єгудою через Рамат-Ган. На всьому маршруті ця лінія буде наземною.

## Ресурси Інтернету
- NTA (in Hebrew) — Tel Aviv Subway developer, builder and operator.(англ.)
- NTA (in English)(англ.)